# 8252 Elkins-Tanton
A 8252 Elkins-Tanton (ideiglenes jelöléssel (8252) 1981 EY14) a Naprendszer kisbolygóövében található aszteroida. Schelte J. Bus fedezte fel 1981. március 1-jén.